# تشارلز أ. مارفن
تشارلز أ. مارفن (بالإنجليزية: Charles A. Marvin)‏ هو قاضي ومحامي وصحفي أمريكي، ولد في 18 يوليو 1929 في جونسفيل في الولايات المتحدة، وتوفي في 27 أبريل 2003.